# نادي معان
نادي معان الرياضي هو نادي كرة قدم مقره معان، الأردن، تأسس عام 1971، شارك النادي لأول مرة في الدوري الأردني للمحترفين عام 2020.